# Scopula lactarioides
Scopula lactarioides là một loài bướm đêm trong họ Geometridae.